# Сонячні енергетичні частинки

Анімація спостережень коронографа STEREO під час коронального викиду маси, який утворює сонячні енергетичні частинки

Сонячні енергетичні частинки (англ. solar energetic particles, SEP), раніше відомі як сонячні космічні промені — заряджені частинки високих енергій, що походять із сонячної атмосфери та сонячного вітру. Вони складаються з протонів, електронів і важких іонів з енергією від кількох десятків кеВ до багатьох ГеВ. Точні процеси, що беруть участь у передачі енергії до сонячних енергетичних частинок, досі є предметом досліджень. Сонячні енергетичні частинки спричиняють за сонячно-протонні шторми і таким чином впливають на космічну погоду.

## Історія
Сонячні енергетичні частинки були вперше опосередковано виявлені в лютому та березні 1942 року Скоттом Форбушем як посилення космічних променів на поверхні Землі.

## Сонячно-протонні шторми
Сонячні енергетичні частинки прискорюються під час сонячно-протонних штормів. Вони можуть походити або від спалаху на Сонці, або від ударних хвиль, пов’язаних із корональними викидами маси.
Можливі два основні механізми прискорення: дифузне ударне прискорення (наприклад, прискорення Фермі другого порядку) або ударно-дрейфовий механізм. Сонячні енергетичні частинки можуть бути прискорені до енергії в кілька десятків МеВ в межах 5-10 сонячних радіусів (5% відстані Сонце-Земля) і в екстремальних випадках можуть досягти Землі за кілька хвилин. Це робить прогнозування сонячних енергетичних частинок та попередження про них досить складним.
У березні 2021 року НАСА повідомило, що вчені знайшли джерело кількох викидів сонячних енергетичних частинок, що потенційно призведе до покращення прогнозів у майбутньому.